# Swiss Super League (2022/2023)
Swiss Super Leage 2022/2023 (oficjalnie znana jako Credit Suisse Super League ze względów sponsorskich) – 126. edycja najwyższej klasy rozgrywkowej piłki nożnej w Szwajcarii. Brało w niej udział 10 drużyn, które w okresie od 16 lipca 2022 do 29 maja 2023 rozegrały 36 kolejek meczów. Sezon zakończył baraż o miejsce w rozszerzonej w przyszłym sezonie do 12 drużyn z nowym formatem Swiss Super League. Obrońcą tytułu była drużyna FC Zürich. Mistrzostwo po raz szesnasty w historii zdobyła drużyna BSC Young Boys.

## Drużyny
| Uczestnicy poprzedniej edycji                                                                                 | Uczestnicy poprzedniej edycji | Uczestnicy poprzedniej edycji | Uczestnicy poprzedniej edycji |
| --- | ----------------------------- | ----------------------------- | ----------------------------- |
| ZUR | FC Zürich                     | 1                             |                               |
| BAS | FC Basel                      | 2                             |                               |
| YBO | BSC Young Boys                | 3                             |                               |
| LUG | FC Lugano                     | 4                             |                               |
| GAL | FC Sankt Gallen               | 5                             |                               |
| SER | Servette FC                   | 6                             |                               |
| SIO | FC Sion                       | 7                             |                               |
| GRA | Grasshopper Club Zurych       | 8                             |                               |
| po barażach                                                                                                   |                               |                               |                               |
| LUZ | FC Luzern                     | 9                             |                               |
| Awans z Challenge League                                                                                      |                               |                               |                               |
| WIN | FC Winterthur                 | 1                             |                               |
| Oznaczenia: - kolumna pierwsza – skróty nazw drużyn, - kolumna trzecia – miejsce zajęte w poprzednim sezonie. |                               |                               |                               |

## Tabela
| Lp. | Drużyna           | M  | Z  | R  | P  | B+ | B- | +/– | Pkt | Kwalifikacja lub spadek                                |
| --- | ----------------- | -- | -- | -- | -- | -- | -- | --- | --- | ------------------------------------------------------ |
| 1   | Young Boys (M, P) | 36 | 21 | 11 | 4  | 82 | 30 | +52 | 74  | Liga Mistrzów UEFA • III runda kwalifikacyjna          |
| 2   | Servette          | 36 | 14 | 16 | 6  | 53 | 48 | +5  | 58  | Liga Mistrzów UEFA • II runda kwalifikacyjna           |
| 3   | Lugano            | 36 | 15 | 12 | 9  | 59 | 47 | +12 | 57  | Liga Europy UEFA • Runda play-off                      |
| 4   | Luzern            | 36 | 13 | 11 | 12 | 56 | 52 | +4  | 50  | Liga Konferencji Europy UEFA • II runda kwalifikacyjna |
| 5   | Basel             | 36 | 11 | 14 | 11 | 53 | 52 | +1  | 47  | Liga Konferencji Europy UEFA • II runda kwalifikacyjna |
| 6   | Sankt Gallen      | 36 | 11 | 12 | 13 | 66 | 52 | +14 | 45  |                                                        |
| 7   | Grasshopper       | 36 | 12 | 8  | 16 | 56 | 64 | −8  | 44  |                                                        |
| 8   | Zürich            | 36 | 10 | 14 | 12 | 41 | 55 | −14 | 44  |                                                        |
| 9   | Winterthur        | 36 | 8  | 8  | 20 | 32 | 66 | −34 | 32  |                                                        |
| 10  | Sion (B, S)       | 36 | 7  | 10 | 19 | 41 | 73 | −32 | 31  | baraż o utrzymanie                                     |

## Wyniki
| Gospodarz \ Gość | BAS | GRA | LUG | LUZ | SER | SIO | GAL | WIN | YBO | ZÜR | BAS | GRA | LUG | LUZ | SER | SIO | GAL | WIN | YBO | ZÜR |
| ---------------- | --- | --- | --- | --- | --- | --- | --- | --- | --- | --- | --- | --- | --- | --- | --- | --- | --- | --- | --- | --- |
| Basel            |     | 5–1 | 0–2 | 2–3 | 1–1 | 0–0 | 3–2 | 3–1 | 0–0 | 0–0 |     | 3–1 | 1–1 | 0–2 | 2–2 | 3–1 | 1–1 | 2–0 | 1–1 | 0–2 |
| Grasshopper      | 1–0 |     | 2–1 | 1–3 | 2–3 | 4–4 | 3–2 | 3–0 | 1–2 | 1–1 | 1–0 |     | 2–1 | 2–0 | 2–3 | 1–3 | 2–2 | 2–1 | 4–1 | 1–2 |
| Lugano           | 1–0 | 1–1 |     | 1–2 | 1–0 | 2–3 | 2–3 | 3–1 | 1–4 | 2–0 | 2–2 | 5–1 |     | 1–1 | 1–1 | 2–0 | 1–1 | 2–1 | 2–0 | 2–0 |
| Luzern           | 0–2 | 1–1 | 3–1 |     | 0–2 | 2–0 | 3–3 | 1–1 | 1–2 | 2–2 | 0–1 | 1–0 | 2–2 |     | 0–1 | 1–2 | 1–1 | 3–1 | 1–1 | 4–1 |
| Servette         | 0–0 | 3–1 | 2–2 | 1–1 |     | 2–2 | 1–0 | 1–0 | 0–0 | 3–2 | 3–3 | 2–1 | 0–0 | 0–3 |     | 5–0 | 1–1 | 1–1 | 2–1 | 4–0 |
| Sion             | 2–1 | 2–2 | 2–3 | 2–0 | 0–0 |     | 2–7 | 1–3 | 0–3 | 0–1 | 1–2 | 1–2 | 1–1 | 1–2 | 2–2 |     | 0–4 | 0–1 | 0–2 | 0–1 |
| Sankt Gallen     | 1–1 | 2–1 | 1–1 | 4–1 | 1–1 | 1–2 |     | 2–0 | 2–1 | 2–0 | 6–1 | 1–1 | 1–2 | 2–2 | 3–0 | 4–0 |     | 2–3 | 0–2 | 2–2 |
| Winterthur       | 1–1 | 1–0 | 1–4 | 0–6 | 1–2 | 1–0 | 1–0 |     | 1–5 | 1–1 | 1–4 | 1–2 | 1–0 | 1–2 | 0–1 | 1–1 | 1–0 |     | 1–1 | 0–2 |
| Young Boys       | 3–1 | 1–1 | 3–0 | 3–0 | 3–0 | 1–1 | 2–1 | 5–1 |     | 4–0 | 3–0 | 2–0 | 1–1 | 5–1 | 6–1 | 4–0 | 5–1 | 2–1 |     | 1–1 |
| Zürich           | 2–4 | 1–4 | 1–2 | 0–0 | 4–1 | 0–3 | 1–0 | 0–0 | 0–0 |     | 1–1 | 2–1 | 2–3 | 2–1 | 1–1 | 2–2 | 1–0 | 1–1 | 2–2 |     |

1. ↑  Mecz 24 kolejki między Servette a Luzern został zweryfikowany jako walkower 0-3 dla Luzern[7]. Wynik na boisku 0:1.

## Baraż o Super League
Stade Lausanne Ouchy trzecia drużyna Swiss Challenge League wygrała w dwumeczu 6-2 z Sion miejsce w Swiss Super League na sezon 2023/2024.
| 3 czerwca 2023 | Sion                                  | 0:2   | Stade Lausanne Ouchy |                                                           |
| 18:00          | Liridon Mulaj 26' · Giovani Bamba 57' | (0:1) |                      | Stade Tourbillon, Sion Widzów: 9 050 Sędzia: Luca Cibelli |

| 6 czerwca 2023 | Stade Lausanne Ouchy                                      | 4:2   | Sion                                |                                                                             |
| 20:30          | Liridon Mulaj 6', 89' · Alban Ajdini 34' · Teddy Okou 81' | (2:2) | Luca Zuffi 23' · Anto Grgic 39' (k) | Stade Olympique de la Pontaise, Lozanna Widzów: 10 754 Sędzia: Urs Schnyder |

## Najlepsi strzelcy
21 bramek
- Jean-Pierre Nsame (Young Boys)

19 bramek
- Cedric Itten (BSC Young Boys)

16 bramek
- Žan Celar (Lugano)

14 bramek
- Emmanuel Latte Lath(inne języki) (Sankt Gallen)

12 bramek
- Chris Bedia (Servette)
- Tosin Aiyegun(inne języki) (Zürich)
- Zeki Amdouni (Basel)

11 bramek
- Jérémy Guillemenot (Sankt Gallen)
- Max Meyer (Luzern)
- Andi Zeqiri (Basel)

Źródło:

## Stadiony
| Basel          |
| St. Jakob-Park |
| 38 512         |
|                |

| Grasshopper        |
| Letzigrund Stadion |
| 23 605             |
|                    |

| Lugano           |
| Stadio Cornaredo |
| 6 390            |
|                  |

| Luzern        |
| Swissporarena |
| 17 500        |
|               |

| Sankt Gallen |
| Kybunpark    |
| 19 694       |
|              |

| Servette        |
| Stade de Genève |
| 30 084          |
|                 |

| Sion             |
| Stade Tourbillon |
| 16 500           |
|                  |

| Winterthur            |
| Stadion Schützenwiese |
| 9 450                 |
|                       |

| Young Boys               |
| Stade de Suisse Wankdorf |
| 31 783                   |
|                          |

| Zürich             |
| Letzigrund Stadion |
| 23 605             |
|                    |